# Mittagsfels
Koordinaten: 49° 36′ 48″ N, 7° 27′ 45″ O

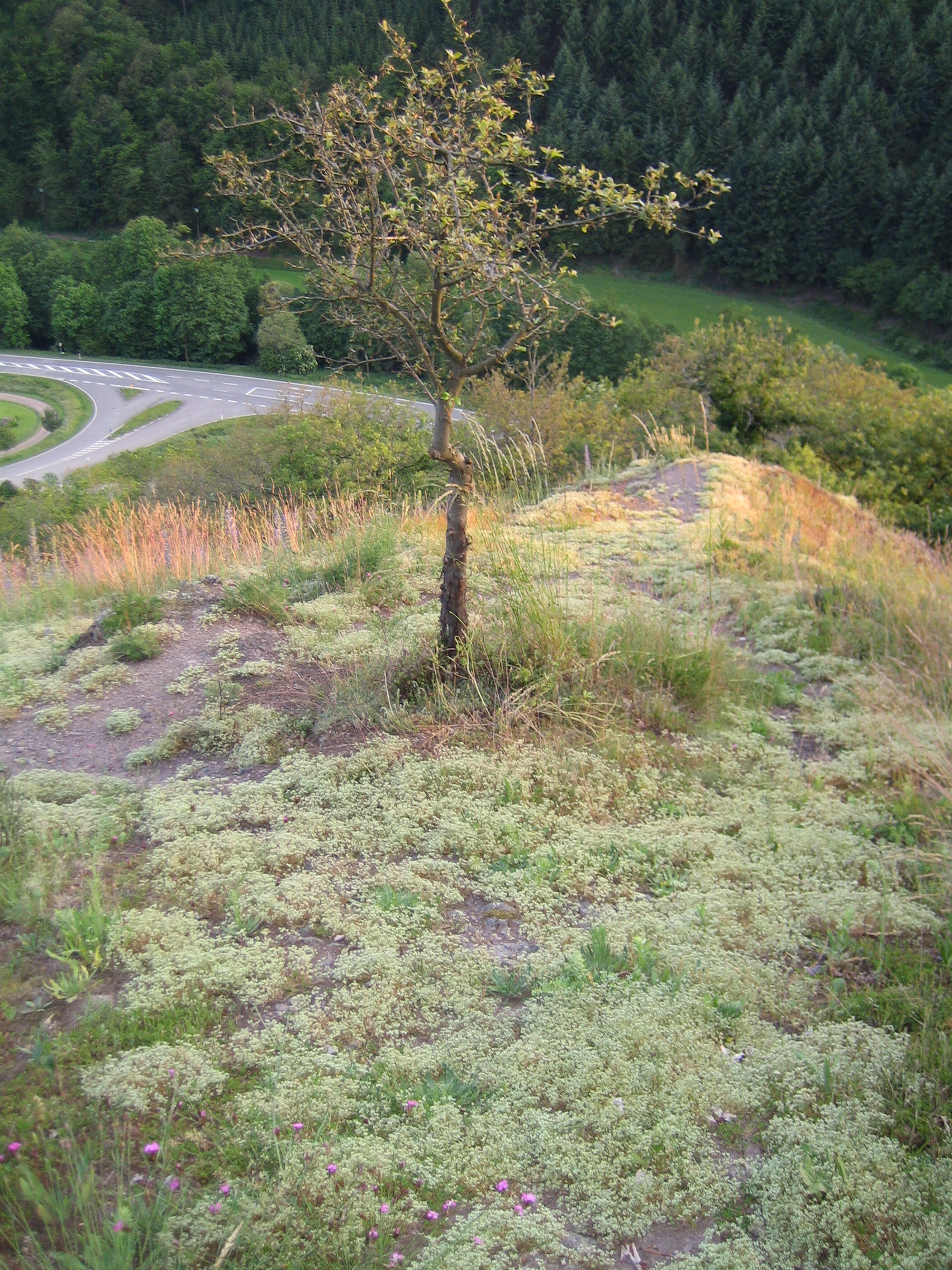
Vegetation auf den Felsen im Naturschutzgebiet Mittagsfels (Juni 2005)

Das Naturschutzgebiet Mittagsfels liegt auf dem Gebiet des Landkreises Kusel in Rheinland-Pfalz. Das 19,13 ha große Gebiet, das mit Verordnung vom 11. Dezember 1979 unter Naturschutz gestellt wurde, erstreckt sich nördlich der Ortsgemeinde Niederalben. Unweit westlich verläuft die Landesstraße L 169 und fließt die Steinalb. Das Gebiet umfasst Melaphyrfelshänge mit Trockenrasen, thermophilen Säumen, Gebüschen und Wäldern.